# 上山2号墳
上山2号墳（うえやまにごうふん）は、奈良県生駒郡平群町下垣内にあった古墳。形状は方墳。現在では墳丘は失われている。

## 概要
奈良県西部、竜田川西岸の廿日山丘陵の丘陵最高所南（現在の光ヶ丘住宅地南側）の緩斜面に築造された古墳である。北東の丘陵最高所には前方後円墳の上山1号墳がかつて所在し、丘陵南裾には西宮1号墳（西宮古墳）・西宮2号墳が所在する。1989-1990年（平成元-2年）の廿日山丘陵の宅地造成に伴う発掘調査の際に発見され、調査実施のうえで消滅している。
墳形は台形状の方形で、南辺10メートル・北辺7メートル・奥行9メートルを測った。墳丘周囲の東・北・西側には、幅1.0-1.5メートル・深さ0.5メートルの周溝がコ字形に巡らされる。埋葬施設は横口式石槨で、南南東方向に開口した。中世墓として再利用されたため大きく破壊されており、調査では副葬品として須恵器片のみが検出されている。築造時期は古墳時代終末期の7世紀中葉頃と推定される。廿日山丘陵には、古墳時代後期から終末期の方墳が分布するが、そのなかでも本古墳は平群谷で唯一となる横口式石槨を埋葬施設とする点で注目される。
現在では、石槨は花園大学構内に移築復元保存されている。

## 埋葬施設

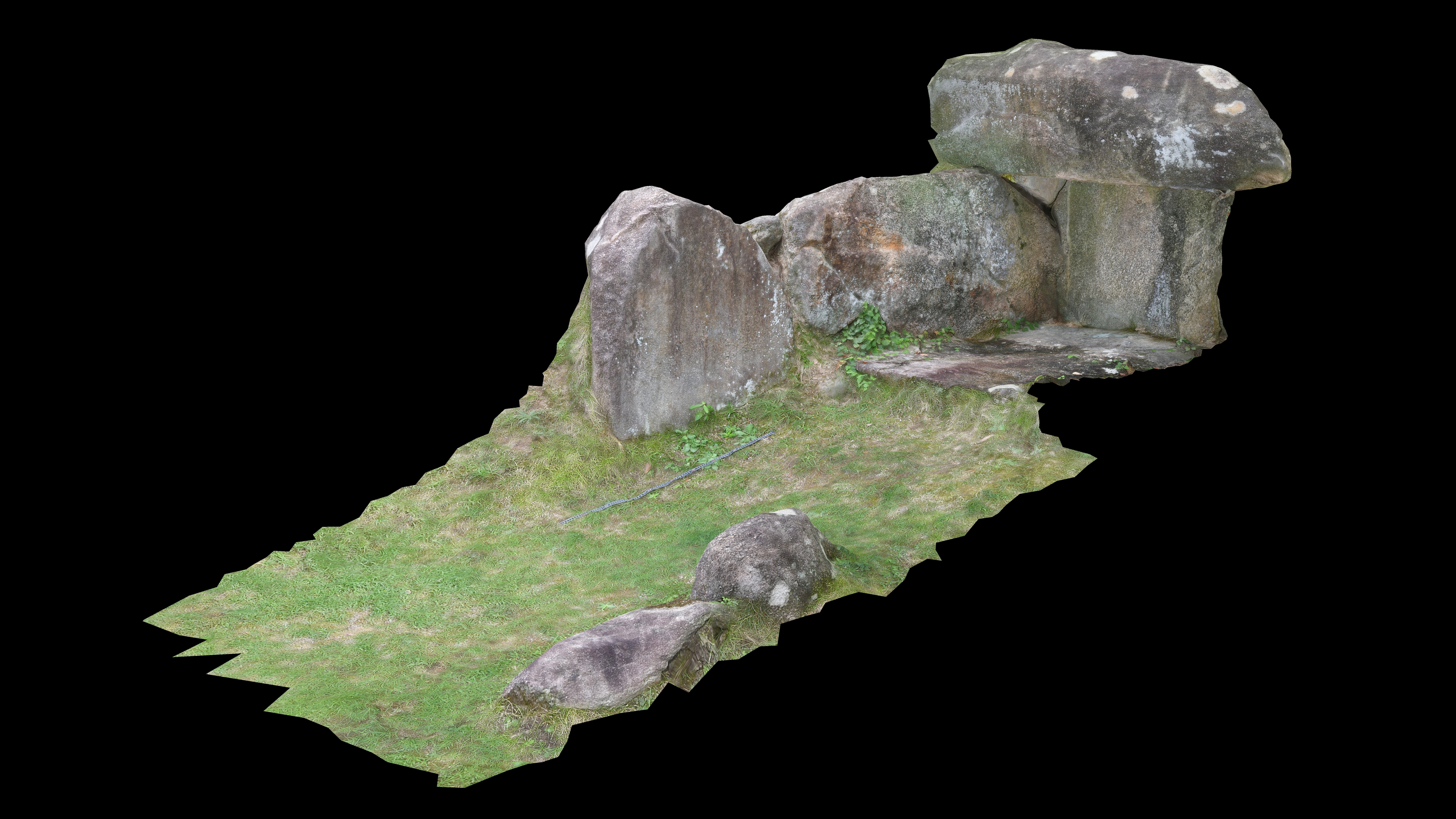
復元石槨パース図

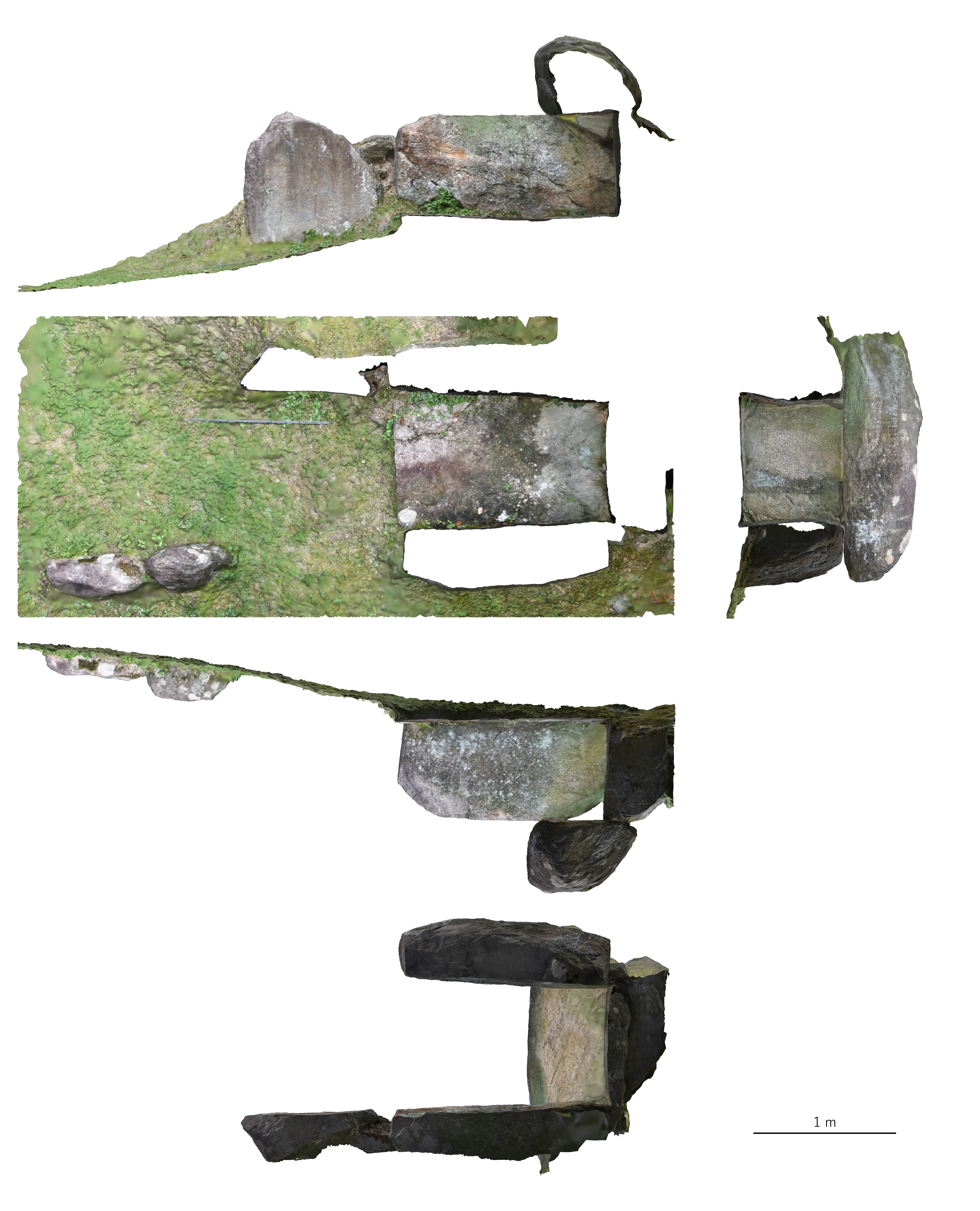
復元石槨展開図

埋葬施設としては横口式石槨が構築されており、南南南方向に開口した。石槨の規模は次の通り。
- 石槨：長さ約2メートル、幅1メートル、高さ0.7メートル
- 羨道：長さ3メートル、幅1メートル

中世に火葬墓として再利用されたため、調査時点で羨道部を中心に石槨の大部分が破壊されている。石槨の石材は花崗岩系で、内面・組合部分は平坦に加工される。床面には厚さ0.2メートルの板石を敷く。石槨内からは、中世墓撹乱層から鉄釘数本が（一部は2号墳の木棺釘か）、羨道部・前庭部から須恵器坏片が検出されている。

復元石槨俯瞰図

## 関連施設
- 花園大学（京都府京都市京区西ノ京壺ノ内町） - 構内中庭に上山2号墳の移築石槨を保存。